# Parerigone malaisei
Parerigone malaisei är en tvåvingeart som beskrevs av Louis-Paul Mesnil 1957. Parerigone malaisei ingår i släktet Parerigone och familjen parasitflugor.
Artens utbredningsområde är Myanmar. Inga underarter finns listade i Catalogue of Life.